# ŠK Glasinac Sokolac
ŠK Glasinac Sokolac – bośniacko-hercegowiński klub szachowy z siedzibą w Sokolacu.

## Historia
Klub został założony w 1994 roku. Zespół uczestniczył w inauguracyjnym sezonie Premijer ligi (2002), zajmując wówczas piąte miejsce. W 2003 roku klub zajął trzecie miejsce w lidze, za Bosną Sarajewo i ŠK Kiseljak. Również w 2003 roku Glasinac zadebiutował w Pucharze Europy, zajmując wówczas 33. miejsce w klasyfikacji. W sezonie 2004 zespół spadł z Premijer ligi, powrócił do niej w 2007 roku, zajmując wówczas piątą pozycję. W latach 2010–2011 klub kończył rozgrywki ligowe na trzecim miejscu, a w Pucharze Europy zajmował wówczas odpowiednio 23. (2010) i 37. (2011) pozycję. W 2016 roku Glasinac wycofał się z rozgrywek pierwszoligowych. 
Zawodnikami klubu byli m.in. Boban Bogosavljević, Goran Čabrilo, Ivan Ivanišević, Veljko Jeremić, Aleksandar Kovačević, Miroslav Marković,
Igor Miladinović, Miodrag Savić i Dragan Šolak.